# Calendrier holocène
 (janvier 2022).
Le calendrier holocène (ère Jōmon, ère holocène ou ère humaine) est un calendrier qui vise à résoudre un certain nombre des problèmes posés par le calendrier grégorien. Il débute à 10 000 AEC (avant l'ère commune). Le scientifique Cesare Emiliani a proposé cette idée en 1993, et a proposé pour ce calendrier l'appellation ère humaine ; toutefois l'idée n'est pas si neuve puisque le Calendrier nouveau de chronologie ancienne, essentiellement similaire, fut proposé en 1924.
Il tire son nom de l'époque géologique de l'Holocène, c'est-à-dire la dernière et actuelle période interglaciaire, dont le début correspond plus ou moins à celui de ce calendrier, à 360 années près.

## Motivation occidentale
Parmi les reproches faits au calendrier grégorien, le plus généralement admis dans le monde, figurent ceux-ci :
- il existe un doute sur la date de naissance réelle de Jésus-Christ : sa naissance a dû survenir quelques années avant l'an 1. Ceci rend le calendrier imprécis en ce qui concerne les dates chrétiennes ;
- il n'y a aucune année zéro car l'an 1 av. J.-C. est suivi immédiatement de l'an 1 après J.-C. ;
- pour les périodes avant J.-C., les années se comptent en se déplaçant du passé vers le futur (44 av. J.-C. se situe après 250 av. J.-C.), ce qui complique les calculs de date. Au lieu de cela, le calendrier holocène place le début de l'ère courante à 10 000 av. J.-C., correspondant au début approximatif de l'ère géologique du même nom. La raison en est que les civilisations humaines récentes (comportant élevage, agriculture, etc.) ont généralement surgi vers cette époque. Les principales dates de l'histoire humaine peuvent alors être énumérées en utilisant une échelle de dates croissantes très simple, dans laquelle les plus petites dates se situent toujours avant les plus élevées.

### Conversion grégorienne
La conversion en holocène des dates grégoriennes d'AD (EC) peut être réalisée en additionnant 10 000. La conversion en holocène des dates d'av. J.-C. (AEC) peut être réalisée en soustrayant l'année av. J.-C. de 10 001.
Par exemple :
| Années grégoriennes | Ère Holocène/ère Humaine   |
| ------------------- | -------------------------- |
| c. 22000 av. J.-C.  | c.-11999 EH ou c.11999 AEH |
| 10001 av. J.-C.     | 0 EH                       |
| 10000 av. J.-C.     | 1 EH                       |
| 1 av. J.-C.         | 10000 EH                   |
| AD 1                | 10001 EH                   |
| AD 2025             | 12025 EH                   |
| AD 10000            | 20000 EH                   |

## Motivation japonaise
Au Japon, pour supplanter l'utilisation courante des années de règne tout en maintenant le nengō, on a proposé un système pour compter les années avant le début [gannen] de l'« ère Jōmon » (EJ, ou JE en anglais), afin de faciliter la datation archéologique.

### Conversion du Nengō Périodes
| Période                   | Années grégoriennes    | Ère Jōmon       |
| ------------------------- | ---------------------- | --------------- |
| Jōmon basal ou Gannen     | 10000 av. J.-C.        | 1 EJ            |
| Jōmon initial             | 10000 – 7500 av. J.-C. | 1 – 2500 EJ     |
| Jōmon précoce             | 7500 – 4000 av. J.-C.  | 2501 – 6000 EJ  |
| Jōmon ancien ou inférieur | 4000 – 3000 av. J.-C.  | 6001 – 7000 EJ  |
| Jōmon moyen               | 3000 – 2000 av. J.-C.  | 7001 – 8000 EJ  |
| Jōmon tardif ou supérieur | 2000 – 1000 av. J.-C.  | 8001 – 9000 EJ  |
| Jōmon final               | 1000 – 300 av. J.-C.   | 9001 – 9700 EJ  |
| Débuts du Japon impérial  | 660 av. J.-C.          | 9341 EJ         |
| Période Yayoi             | 251 av. J.-C. – AD 250 | 9750 – 10250 EJ |